# Escola d'Economia de Chicago
|  | No s'ha de confondre amb Escola de Chicago. |

L'Escola d'Economia de Chicago és un grup informal d'economistes liberals.
Les polítiques monetàries i fiscals intervencionistes del govern que van recomanar els economistes keynesians de la postguerra van ser atacades per un grup de teòrics que treballaven a la Universitat de Chicago, que a la dècada de 1950 va ser coneguda com l'Escola d'Economia de Chicago. Abans de la Segona Guerra Mundial, Frank Knight, Jacob Viner i Henry Calvert Simons van fundar la Old Chicago School of Fort Keynesians. La segona generació era coneguda per una línia de pensament més conservadora, que reafirmava una visió llibertària de l'activitat del mercat segons la qual la gent és millor deixar-se a si mateixa per ser lliure d'escollir com dirigir els seus propis assumptes. Són generalment associats amb la teoria neoclàssica dels preus, al lliure mercat llibertari i al monetarisme, així com l'oposició al keynesianisme desenvolupant la teoria de les expectatives racionals, que aplicada a les finances donà lloc la Hipòtesi dels Mercats Eficients. El seu nom prové del Departament d'Economia de la Universitat de Chicago, on la majoria dels professors eren membres d'aquesta escola de pensament.
Es limita sovint l'escola de Chicago als economistes monetaristes. De fet, inclou també l'aplicació del càlcul estocàstic als mercats financers (vegeu la «Teoria moderna de cartera»).
Les teories de l'escola de Chicago es troben a l'origen de les polítiques econòmiques del Banc Mundial a mitjans de la dècada del 1980 fins a mitjans dels anys 1990, durant els quals moltes empreses públiques dels països en desenvolupament van ser privatitzades.

## «Chicago Boys»
El departament econòmic de la Universitat de Chicago ha format nombrosos tecnòcrates d'Amèrica Llatina, dels quals els més cèlebres, els Chicago Boys, que havien establert les polítiques econòmiques xilenes durant la dictadura d'Augusto Pinochet.

## Principals exponents
Hi són lligats:
- Milton Friedman, «Premi Nobel d'Economia» (1976)
- George Stigler, «Premi Nobel d'Economia» (1982)
- Frank Knight
- Thomas Sowell
- Richard Posner
- Ronald Coase, «Premi Nobel d'Economia» (1991)
- Gary Stanley Becker, «Premi Nobel d'Economia» (1992)
- Robert E. Lucas, «Premi Nobel d'Economia» (1995)